# Бернхард I (Брауншвайг-Люнебург)
Бернхард I (на немски: Bernhard I; * между 1358 и 1364; † 11 юни 1434, Целе) от род Велфи, е херцог на Брауншвайг и Люнебург, от 1388 до 1409 г. и от 1428 до 1434 г. княз на Люнебург, също от 1400 до 1428 г. княз на Брауншвайг-Волфенбютел. Той е основател на Средния Дом Люнебург.

## Живот
Той е вторият син на херцог Магнус II, наричан „Торкват“ („с веригата“) (1324 – 1373), и на Катарина фон Анхалт-Бернбург († 1390).
След смъртта на баща му през 1373 г. Бернхард I започва да управлява заедно с по-големия му брат Фридрих († 5 юни 1400). През 1385 г. Бернхард е пленен от господарите на Швихелде и от Щайнберг. Освободен е след три години срещу заплащане на голяма сума. След „Люнебургската наследствена война“ (1370 – 1388) с херцозите от Саксония-Витенберг за Княжество Люнебург, той управлява заедно с брат си Хайнрих I († 14 октомври 1416) в Княжество Люнебург, а брат му Фридрих I получава Княжество Брауншвайг-Волфенбютел.
През 1428 г. по инициативата на синовете на Хайнрих има ново деление, при което Бернхард I поема Княжество Люнебург, което управлява до смъртта си през 1434 г.

## Деца
Бернхард I се жени през 1386 г. за Маргарете Саксонска († 1429), дъщеря на курфюрст Венцел I от Саксония-Витенберг от род Аскани. Двамата имат три деца:
- Ото IV († 1446)
- Фридрих II († 1478)
- Катарина, ∞ херцог Казимир V от Померания